# Kristen ateisme
Kristen Ateisme er en trosretning, hvor troen på den kristne gud er afvist eller fraværende, men den moralske Jesu lære følges.
Kristen Ateisme relaterer til Jesuisme, den kristne teologisk-filosofiske gruppe, navngivet for sin forståelse for Jesus som en simpel lærer af moral, i direkte modsætning til den traditionelle kristendom, der påstår at Jesus er guddommelig.